# Laura Malina Seiler

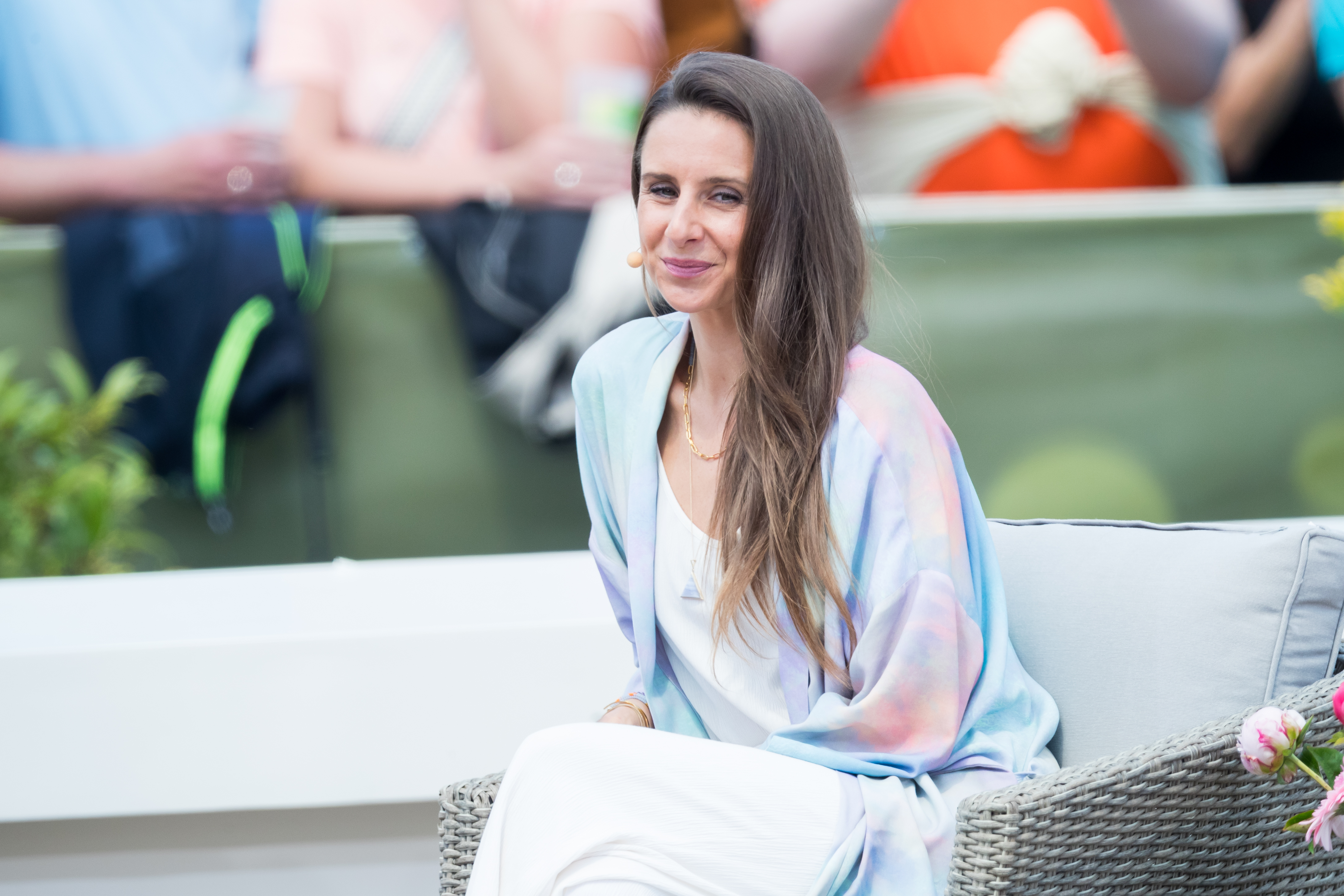
Laura Malina Seiler (2024)

Laura Malina Seiler (* 10. August 1986) ist eine deutsche Influencerin, Schriftstellerin, Podcasterin und Coachin.

## Leben
Laura Malina Seiler betreibt den Podcast Happy, Holy & Confident, der gelegentlich in den Top 10 der Podcast-Charts steht. Als Coach und Rednerin ist sie auf Konferenzen und Tagungen zu den Themen Mindful Empowerment (‚achtsame Ermächtigung‘), Achtsamkeit und moderne Spiritualität tätig, unter anderem trat sie in der Olympiahalle in München auf. Zu ihren Coaching-Angeboten gehören außerdem die Programme Higher Self Home, Rise Up & Shine University und Löwenherz. Diese sind kostenpflichtig und kosten teils mehrere hundert Euro.
Mit ihrem zweiten Buch Schön, dass es dich gibt stieg sie 2018 auf Platz 1 der Spiegel-Bestsellerliste in der Rubrik Paperback Sachbuch ein. Auch ihr im September 2021 erschienenes Buch Zurück zu mir: Eine heilende Begegnung erreichte Platz 1 der Spiegel-Bestsellerliste.

## Rezeption
Matthias Alexander Schmidt bezeichnete Seiler 2020 im Deutschlandfunk als „Superstar der spirituellen Szene in Deutschland“ und als Teil einer „moderne[n] Selbstoptimierungs-Spiritualität“, die mittlerweile zu einem „Millionenbusiness“ geworden sei. Er ordnet den Erfolg Seilers in die veränderten Lebensverhältnisse des 21. Jahrhunderts ein, wozu er den zunehmenden Zeit- und Leistungsdruck, die Entfremdung von Politik, Alltag und Arbeitswelt, das Primat uneingeschränkten Wirtschaftswachstums über körperliche und seelische Bedürfnisse sowie die Individualisierung und die Betonung der Selbstverantwortung („jeder ist seines Glückes Schmied“) zählt.
Der SPIEGEL berichtete im August 2023 kritisch über Laura Malina Seiler als Die Frau, die angeblich Glück verkauft. Sarah Pohl, Leiterin der Beratungsstelle für Weltanschauungsfragen in Baden-Württemberg, warnt darin: „Die psychischen Probleme sind gerade so persönlich, da kann ein Seminar für Tausende von Menschen doch gar nicht ansetzen.“
Für eine Reportage nahm der Krautreporter-Autor Martin Gommel an einem Online-Seminar Seilers teil. Er beschrieb das Versprechen, durch einen Mindset-Wandel und „Manifestationen“ sein Leben verbessern zu können, als „toxische Positivität“. Gesellschaftliche Rahmenbedingungen würden ausgeblendet, es fehle Seiler an grundlegender Empathie für Schwache der Gesellschaft.

## Schriften
- 2017: Mögest du glücklich sein. Komplett-Media, Grünwald, ISBN 978-3831204564.
- 2018: Schön, dass es dich gibt. Rowohlt, Reinbek bei Hamburg, ISBN 978-3499606748.
- 2018: Rise Up & Shine Journal. Rowohlt, Reinbek bei Hamburg, ISBN 978-3499634529.
- 2021: Zurück zu mir. Eine heilende Begegnung. Rowohlt, Hamburg, ISBN 978-3-499-00579-4.
- 2023: LOVE CODES – 21 spirituelle Botschaften für mehr Vertrauen ins Leben. Deine Reise zu innerem Frieden und Selbstvertrauen: Learnings, Tools und Weisheiten für mehr Selbstliebe, Vertrauen und ein erfülltes Leben mit Laura Malina Seiler. Malia Verlag, Berlin, ISBN 978-3949822216
- 2024: Sex mit dem Universum. Was ein Engel über das Leben lernt. Malia Berlin, ISBN 978-3-949822-37-7